# Jurij Małyszew
Jurij Wasiljewicz Małyszew (ros. Юрий Васильевич Малышев; ur. 27 sierpnia 1941 w Nikołajewsku w obwodzie wołgogradzkim, zm. 8 listopada 1999 w Gwiezdnym Miasteczku) – radziecki pułkownik lotnictwa, kosmonauta, Lotnik Kosmonauta ZSRR.

## Wykształcenie i służba wojskowa
- 1959 – ukończył szkołę średnią w mieście Taganrog w obwodzie rostowskim.
- 1963 – został absolwentem Charkowskiej Wyższej Wojskowej Szkoły Lotniczej.
- 1963–1967 – był pilotem wojskowym w jednostkach Zakaukaskiego Okręgu Wojskowego.
- 1977 – w systemie zaocznym ukończył Akademię Sił Powietrznych im. J. Gagarina.
- 1988–1992 – po opuszczeniu oddziału kosmonautów pełnił służbę na różnych stanowiskach w Centrum Wyszkolenia Kosmonautów im. J. Gagarina.
- 1992 – 31 października, z uwagi na osiągnięty wiek został przeniesiony do rezerwy.

## Kariera kosmonauty i służba w Centrum Przygotowań Kosmonautów
- 1967 – 7 maja został przyjęty do oddziału radzieckich kosmonautów. Był to czwarty nabór pilotów wojskowych (WWS-4). W tej grupie znalazło się w sumie 12 kandydatów do lotów w kosmos.
- 1969–1973 – w lipcu 1969 zakończył dwuletnie przeszkolenie podstawowe, po którym został skierowany do grupy kosmonautów przygotowywanych do lotów w ramach programu Spiral. W 1973 został pilotem doświadczalnym. Uprawnienia te zdobył podczas szkolenia w Państwowym Instytucie Naukowo-Doświadczalnym Sił Powietrznych (ГК НИИ ВВС). Latał na samolotach Su-9, Su-7BKŁ oraz MiG-21.
- 1974–1976 – od stycznia 1974 przez dwa lata jako dowódca razem z Giennadijem Striekałowem szkolił się do lotu na statku 7K-S.
- 1976 – wspólnie z Giennadijem Striekałowem, w załodze dublerów, przygotowywał się do lotu Sojuza 22. 15 września, podczas startu do tej misji, był dublerem dowódcy – Walerija Bykowskiego. Później trenował w grupach kosmonautów przygotowywanych do lotów na różnych typach statków serii Sojuz (7K-S oraz 7K-ST).
- 1978 – w październiku został wyznaczony na dowódcę lotu doświadczalnego na nowym załogowym statku – Sojuz-T. Szkolenie rozpoczął z inżynierem pokładowym – Władimirem Aksjonowem.
- 1979 – został przeniesiony do zespołu szkolonego do lotów na załogowe stacje kosmiczne.
- 1980 – w czerwcu odbył czterodniowy lot na statku Sojuz T-2.
- 1981 – we wrześniu, po otrzymaniu nominacji na dowódcę podstawowej załogi radziecko-francuskiego lotu kosmicznego, rozpoczął przygotowania razem z Aleksandrem Iwanczenkowem oraz Jeanem-Loupem Chrétienem.
- 1982 – w styczniu lekarze wykryli u niego problemy z sercem i Małyszew został wycofany z przygotowań. Zastąpił go Władimir Dżanibekow. W lipcu został mianowany zastępcą dowódcy oddziału kosmonautów ds. politycznych, ale nadal pozostał czynnym kosmonautą, ponieważ we wrześniu komisja lekarska ponownie dopuściła go do lotów kosmicznych.
- 1983 – w lipcu został dowódcą jednej z załóg rezerwowych przygotowywanych do lotu na stację kosmiczną Salut 7. Inżynierem pokładowym w tej załodze był Musa Manarow. We wrześniu przygotowania te przerwał z uwagi na wyznaczenie go na dowódcę podstawowej załogi lotu radziecko-indyjskiego. Inżynierem pokładowym początkowo był Nikołaj Rukawisznikow (w lutym 1984 odsunięto go z uwagi na stan zdrowia), a później Giennadij Striekałow. Kosmonautą badaczem został natomiast Rakesh Sharma.
- 1984 – w kwietniu na pokładzie Sojuza T-11 wspomniana załoga odbyła 8-dniowy lot, podczas którego przez kilka dni pracowała na stacji Salut 7. Po powrocie na Ziemię rozpoczął treningi w grupie kosmonautów przewidzianych do długotrwałych lotów na pokładzie stacji kosmicznej Mir oraz statkach Sojuz-TM.
- 1985–1987 – podobnie jak Władimir Lachow przeszedł szkolenie przygotowujące go do udziału w misjach ratunkowych. Mógł samodzielnie, bez inżyniera pokładowego, pilotować statek typu Sojuz TM w przypadku konieczności ewakuacji z orbity podstawowej załogi stacji orbitalnej. Latem 1987 Jurij Małyszew oraz Aleksandr Borodin rozpoczęli szkolenie w jednej z rezerwowych załóg do misji Sojuza TM-6.
- 1988 – 20 lipca, z uwagi na stan zdrowia, został odwołany z oddziału kosmonautów i objął funkcję naczelnika w Centrum Wyszkolenia Kosmonautów im. J. Gagarina.

## Loty załogowe
- „Sojuz T-2”

Swój pierwszy lot kosmiczny rozpoczął z kosmodromu Bajkonur 5 czerwca 1980. Był dowódcą pierwszej załogowej misji zmodyfikowanego statku kosmicznego Sojuz T-2. Funkcję inżyniera pokładowego pełnił Władimir Aksionow. Lot miał na celu potwierdzenie skuteczności zastosowanych rozwiązań technicznych. Podczas tej krótkiej wyprawy kosmonauci przycumowali do zespołu orbitalnego Salut 6–Sojuz 36, na pokładzie którego znajdowała się czwarta stała załoga – Leonid Popow i Walerij Riumin. Po trzech dniach wspólnych prac statek Sojuz T-2 odcumował od stacji orbitalnej i powrócił na Ziemię, lądując w odległości ok. 200 km od Żezkazganu.
- ”Sojuz T-11”

3 kwietnia 1984 Jurij Małyszew rozpoczął swoją drugą misję w kosmos. Dowodził radziecko-indyjską załogą, w skład której wchodzili również Giennadij Striekałow oraz indyjski pilot wojskowy Rakesh Sharma. Statek Sojuz T-11 połączył się ze stacją orbitalną Salut 7 dzień po starcie. Do 11 kwietnia razem ze stałą załogą Saluta 7 – Leonidem Kizimem, Władimirem Sołowjowem oraz Olegiem Atkowem realizowano wspólne eksperymenty. Wśród nich dominowały badania z zakresu biologii oraz materiałoznawstwa. Sharma prowadził również obserwacje powierzchni Ziemi ze szczególnym uwzględnieniem terytorium Indii. 11 kwietnia kosmonauci powrócili na pokładzie statku Sojuz T-10, lądując w odległości 46 km od miasta Arkałyk.

## Nagrody i odznaczenia
- Lotnik Kosmonauta ZSRR (1980)
- dwukrotnie medal „Złotej Gwiazdy” i tytuł Bohatera Związku Radzieckiego (1980 i 1984)
- dwukrotnie Order Lenina (1980 i 1984)
- indyjski order Ashoka Chakra (1984)
- Universal Astronaut Insignia za lot orbitalny (nr 95, pośmiertnie) – Stowarzyszenie Uczestników Lotów Kosmicznych (Association of Space Explorers(inne języki))[4]

## Wykaz lotów
| Loty kosmiczne, w których uczestniczył Jurij W. Małyszew                 | Loty kosmiczne, w których uczestniczył Jurij W. Małyszew | Loty kosmiczne, w których uczestniczył Jurij W. Małyszew | Loty kosmiczne, w których uczestniczył Jurij W. Małyszew | Loty kosmiczne, w których uczestniczył Jurij W. Małyszew | Loty kosmiczne, w których uczestniczył Jurij W. Małyszew | Loty kosmiczne, w których uczestniczył Jurij W. Małyszew |
| №                                                                        | Data startu                                              | Statek kosmiczny                                         | Data lądowania                                           | Statek kosmiczny                                         | Funkcja                                                  | Czas trwania                                             |
| ------------------------------------------------------------------------ | -------------------------------------------------------- | -------------------------------------------------------- | -------------------------------------------------------- | -------------------------------------------------------- | -------------------------------------------------------- | -------------------------------------------------------- |
| 1                                                                        | 5 czerwca 1980                                           | Sojuz T-2                                                | 9 czerwca 1980                                           | Sojuz T-2                                                | Dowódca                                                  | 3 dni 22 godziny 19 minut i 30 sekund                    |
| 2                                                                        | 3 kwietnia 1984                                          | Sojuz T-11                                               | 11 kwietnia 1984                                         | Sojuz T-10                                               | Dowódca                                                  | 7 dni 21 godzin 40 minut i 6 sekund                      |
| Łączny czas spędzony w kosmosie — 11 dni 19 godzin 59 minut i 36 sekund. |                                                          |                                                          |                                                          |                                                          |                                                          |                                                          |